# 建明 (北魏)
建明（530年十月—531年二月）是北魏长广王元晔的年号，由爾朱兆與爾朱世隆、爾朱度律掌握朝政。歷時數月。

## 纪年
| 建明 | 元年  | 二年  |
| ---- | ----- | ----- |
| 公元 | 530年 | 531年 |
| 干支 | 庚戌  | 辛亥  |

## 參看
- 中国年号索引
  - 其他使用建明年號的政權
- 同期存在的其他政权年号
  - 中大通（529年十月—534年十二月）：南朝梁梁武帝萧衍的年号
  - 更興或更新（530年六月—532年十二月）：北魏政权汝南王元悅年号
  - 神嘉（525年十二月—535年三月）：北魏時期領導劉蠡升年号
  - 甘露：高昌政权麴光年号
  - 章和：高昌政权麴坚年号